# ديف هالي
ديف هالي (بالإنجليزية: Dave Haley)‏ هو طبال أسترالي، ولد في 5 مارس 1980.

## وصلات خارجية
- ديف هالي على موقع ميوزك برينز (الإنجليزية)
- ديف هالي على موقع ديسكوغز (الإنجليزية)